# Daniela Seguel
Daniela Valeska Seguel Carvajal (ur. 15 listopada 1992 w Santiago) – chilijska tenisistka.

## Kariera tenisowa
Seguel zdobyła w swojej karierze szesnaście tytułów singlowych i dwadzieścia osiem deblowych w rozgrywkach ITF. 28 maja 2018 osiągnęła najwyższe w karierze – 162. miejsce w rankingu singlowym WTA Tour. W rankingu deblowym najwyżej klasyfikowana była 7 lipca 2014 – na 110. miejscu.
W sezonie 2014 osiągnęła finał zawodów w Strasburgu. Razem z Tatianą Búą uległy Ashleigh Barty i Casey Dellacqua wynikiem 6:4, 5:7, 4–10.

## Finały turniejów WTA
| Legenda                     | Legenda |
| --------------------------- | ------- |
| Wielki Szlem                |         |
| Igrzyska olimpijskie        |         |
| WTA Tour Championships      |         |
| 2009 – 2020                 |         |
| WTA Premier Mandatory       |         |
| WTA Premier 5               |         |
| WTA Premier                 |         |
| WTA International Series    |         |
| WTA 125K series (2012–2020) |         |

### Gra podwójna 1 (0–1)
| Końcowy wynik | Nr | Data         | Turniej   | Nawierzchnia | Partnerka   | Przeciwniczki                  | Wynik finału   |
| ------------- | -- | ------------ | --------- | ------------ | ----------- | ------------------------------ | -------------- |
| Finalistka    | 1. | 24 maja 2014 | Strasburg | Ceglana      | Tatiana Búa | Ashleigh Barty Casey Dellacqua | 6:4, 5:7, 4–10 |

## Wygrane turnieje rangi ITF
| turnieje z pulą nagród 100 000 $   |
| turnieje z pulą nagród 75/80 000 $ |
| turnieje z pulą nagród 50/60 000 $ |
| turnieje z pulą nagród 25 000 $    |
| turnieje z pulą nagród 15 000 $    |
| turnieje z pulą nagród 10 000 $    |

### Gra pojedyncza
|     | Data       | Turniej          | ($)    | Naw.   | Finalistka                   | Wynik               |
| 1.  | 23/04/2011 | Cordoba          | 10 000 | ziemna | Verónica Cepede Royg         | 7:6(4), 0:6, 6:4    |
| 2.  | 24/03/2012 | Rancagua         | 10 000 | ziemna | Carolina Zeballos            | 7:6(4), 6:3         |
| 3.  | 14/04/2012 | Villa del Dique  | 10 000 | ziemna | Patricia Ku Flores           | 1:6, 6:0, 7:5       |
| 4.  | 21/04/2012 | Villa del Dique  | 10 000 | ziemna | Victoria Bosio               | 7:5, 6:1            |
| 5.  | 20/10/2012 | Santiago         | 10 000 | ziemna | Carolina Zeballos            | 2:6, 7:5, 7:6(4)    |
| 6.  | 21/06/2015 | Manzanillo       | 10 000 | twarda | Nazari Urbina                | 3:6, 6:4, 6:4       |
| 7.  | 01/08/2015 | Buenos Aires     | 10 000 | ziemna | Ana Sofía Sánchez            | 6:2, 6:2            |
| 8.  | 08/08/2015 | Buenos Aires     | 10 000 | ziemna | Fernanda Brito               | 7:5, 6:1            |
| 9.  | 03/10/2015 | Santa Fe         | 10 000 | ziemna | María Fernanda Álvarez Terán | 6:2, 6:1            |
| 10. | 24/10/2015 | Bucaramanga      | 25 000 | ziemna | Montserrat González          | 6:7(0), 6:3, 6:4    |
| 11. | 28/11/2015 | Santiago         | 10 000 | ziemna | Catalina Pella               | 2:6, 6:2, krecz     |
| 12. | 30/07/2016 | Campos do Jordão | 25 000 | twarda | Aleksandrina Najdenowa       | 7:5, 4:6, 7:5       |
| 13. | 18/06/2017 | Barcelona        | 60 000 | ziemna | Amandine Hesse               | 3:6, 7:6(5), 7:6(3) |
| 14. | 11/07/2017 | Sewilla          | 25 000 | ziemna | Marie Benoît                 | 2:6, 6:1, 6:2       |
| 15. | 12/05/2019 | Rzym             | 25 000 | ziemna | Gabriela Cé                  | 6:1, 7:5            |
| 16. | 26/01/2020 | Vero Beach       | 25 000 | ziemna | Tereza Mrdeža                | 7:5, 6:4            |